# Drávaiványi
Drávaiványi (horvátul: Ivanidba) község Baranya vármegyében, a Sellyei járásban.

## Fekvése
Az Ormánság nyugati részén helyezkedik el, Sellyétől mintegy 3,5 kilométerre délnyugatra.
A további szomszédos települések: délkelet felől Sósvertike, dél felől Drávasztára, délnyugat felől Révfalu, nyugat felől Drávakeresztúr, északnyugat felől pedig Bogdása.

### Megközelítése
Csak közúton közelíthető meg, Sellye vagy Drávasztára felől, a két település közt húzódó 5821-es úton, melyen mindkettőtől nagyjából egyforma távolságra fekszik.

## Története
Drávaiványi nevét a 14. században említik először az oklevelek. 1332-ben már mint plébániás helyet említik. Nevét a hagyományok szerint egykori földesuráról, Petrovszky Ivánról kapta. Iványi a török hódoltság alatt is lakott maradt, nem néptelenedett el.
A pici ormánsági falunak az 1800-as évek derekán még 600 lakosa volt, de lakóinak száma azóta megfogyatkozott: 1930-ban már csak 442 lakost számláltak itt, míg a 20. század végén már csak 200 fő.
A falu határában található Cilina (Cserna) nevű hely, ahol egykor falu állt.
2012. július 24-én adták át a felújított 2,7 km aszfaltos utat, amely a falut Sellyével köti össze.

## Közélete

### Polgármesterei
- 1990–1994: A. Nagy Jenő (FKgP)[4]
- 1994–1998: Fábián Károly (független)[5]
- 1998–2002: Fábián Károly (független)[6]
- 2002–2006: Fábián Károly (független)[7]
- 2006–2010: Csorba Lajos Tamás (független)[8]
- 2010–2014: Györgyei Zsolt (független)[9]
- 2014–2019: Györgyei Zsolt (független)[10]
- 2019–2024: Tihanyi János (független)[11]
- 2024– : Tihanyi János (Fidesz-KDNP)[1]

## Népesség
A település népességének változása:
| Lakosok száma | 220  | 210  | 215  | 171  | 150  | 163  | 167  | 154  |
|               | 2013 | 2014 | 2015 | 2019 | 2021 | 2022 | 2023 | 2024 |

A 2011-es népszámlálás során a lakosok 86,8%-a magyarnak, 0,5% bolgárnak, 69,3% cigánynak, 0,5% horvátnak mondta magát (13,2% nem nyilatkozott; a kettős identitások miatt a végösszeg nagyobb lehet 100%-nál). A vallási megoszlás a következő volt: római katolikus 48,7%, református 11,6%, felekezeten kívüli 15,9% (23,8% nem nyilatkozott).
2022-ben a lakosság 86,5%-a vallotta magát magyarnak, 36,8% cigánynak, 3,7% horvátnak, 1,8% németnek, 0,6% szlováknak, 0,6% egyéb, nem hazai nemzetiségűnek (11,7% nem nyilatkozott; a kettős identitások miatt a végösszeg nagyobb lehet 100%-nál). Vallásuk szerint 48,5% volt római katolikus, 8% református, 4,9% felekezeten kívüli (38,7% nem válaszolt).

## Nevezetességei

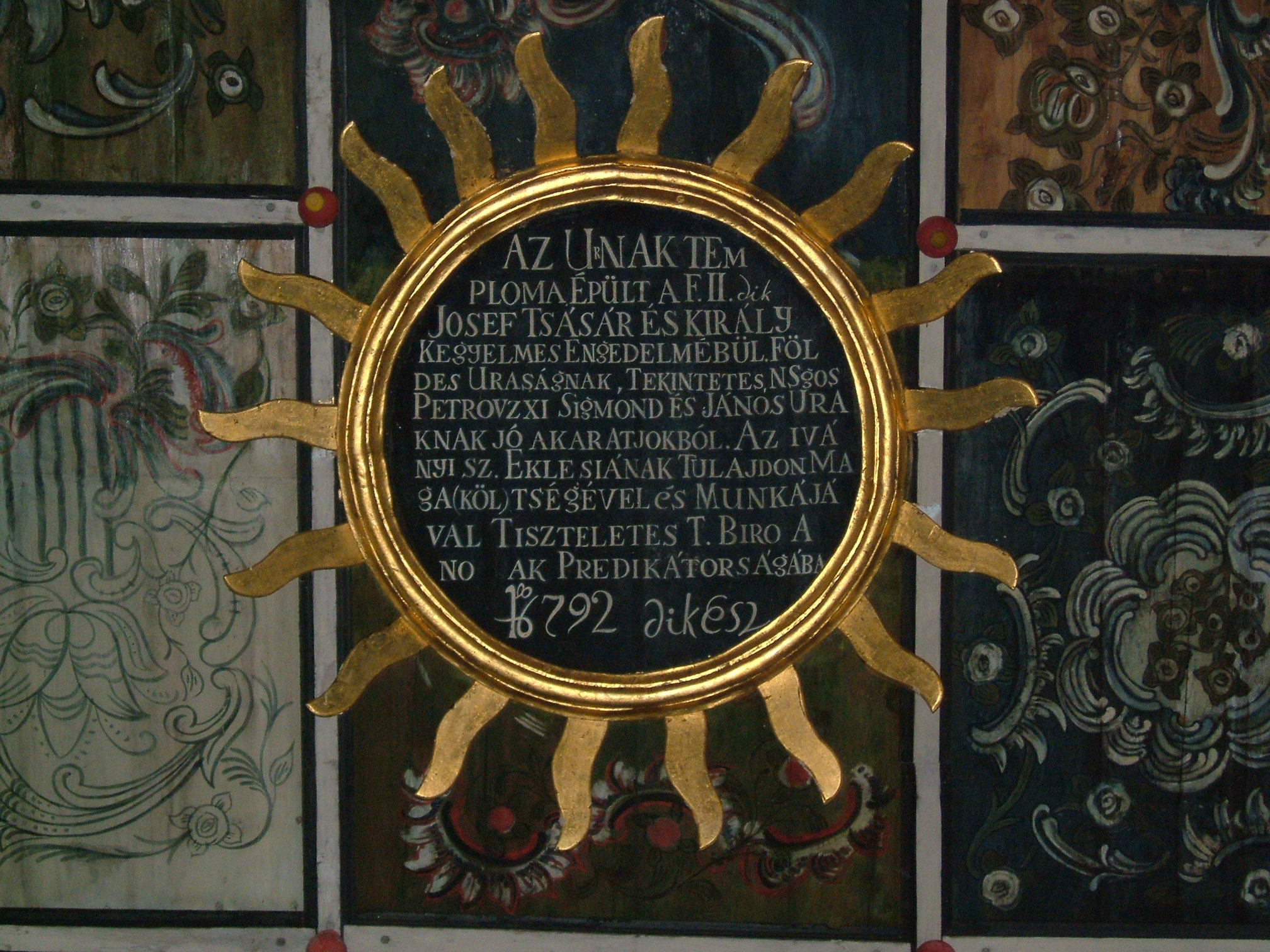
Drávaiványi református templom festett fakazettás mennyezetének főkazettája

- Református temploma - 1792-ben épült. A templom különlegessége a környék (Ormánság) több templomára is jellemző kazettás mennyezet: A mennyezetet 167 db négyszög alakú kazetta borítja, az egyik kazettán egy figurális ábrázolat, egy sellő látható [ez minden ormánsági református templom közül kivétellé teszi], a többin különböző nonfiguratív népi motívumok, középen pedig a napkorong, valamint az alapítás éve és neve található. A fakazettákon kívül hasonló, színpompás és nonfiguratív mintákban gazdag festések díszítik a karzat mellvédjét, a karzatot tartó oszlopokat és a földszinti padsorok előlapjait is.[14]